# FC Chelsea U23 und Akademie
Die U23-Mannschaft (oder Development Squad) spielt in der Premier League 2, die höchste Stufe des englischen Reservefußballs. Sie wurden 2014 und 2020 Meister. Die Mannschaft besteht hauptsächlich aus U23-Spielern des FC Chelsea, wobei gelegentlich auch ältere Spieler zum Einsatz kommen, wenn sich zum Beispiel von einer Verletzung erholen müssen. Das Team wird von Andy Myers trainiert.
Die U18-Mannschaft ist ein Mitglied der U18 Premier League und wird von Ed Brand trainiert. Sie gewannen 2017 und 2018 den Meistertitel und triumphierten zwischen 2014 und 2018 fünf Mal im FA Youth Cup (insgesamt 9). In der UEFA Youth League gewann das Team 2015 und 2016 den Titel und ist zusammen mit der Nachwuchsmannschaft des FC Barcelona Rekordsieger.
Die Chelsea-Akademie hat viele erfolgreiche Spieler wie Peter Bonetti, Bobby Tambling, Barry Bridges, John Hollins, Peter Osgood, Ray Wilkins, Graeme Le Saux, Bobby Smith, Terry Venables, Jimmy Greaves, John Terry, Mason Mount, Jamal Musiala, Declan Rice und Tammy Abraham hervorgebracht.
Neil Bath ist der Nachwuchsleiter und ist für den alltäglichen Betrieb der Akademie zuständig. Die U23-Mannschaft trägt ihre Heimspiele im Kingsmeadow aus. Der Cobham Training Centre ist die Heimspielstätte der U18-Mannschaft. Beide Mannschaften nutzen gelegentlich die Stamford Bridge für wichtige Spiele.

## Nennenswerte Absolventen der Akademie
- Bobby Smith
- Jimmy Greaves
- Barry Bridges
- Peter Brabrook
- Bobby Tambling
- Peter Bonetti
- Peter Houseman
- Peter Osgood
- Terry Venables
- Ron Harris
- John Hollins
- Colin Pates
- Gary Locke
- Colin Pates
- Clive Walker
- Ian Britton
- Ray Wilkins
- Graeme Le Saux
- John Terry
- Carlton Cole
- Jeffrey Bruma
- Phil Younghusband
- Robert Huth
- Patrick van Aanholt
- Jóhann Berg Guðmundsson
- Callum Hudson-Odoi
- Bertrand Traoré
- Mason Mount
- Ryan Bertrand
- Reece James
- Declan Rice
- Fikayo Tomori
- Nathan Aké
- Jérémie Boga
- Ruben Loftus-Cheek
- Dominic Solanke
- Andreas Christensen
- Tammy Abraham
- Billy Gilmour
- Nathaniel Chalobah
- Armando Broja
- Trevoh Chalobah
- Marc Guehi
- Jamal Musiala
- Conor Gallagher

## Auszeichnungen

### Academy Player of the Year
| Jahr | Sieger          |
| ---- | --------------- |
| 2015 | Dominic Solanke |
| 2016 | Fikayo Tomori   |
| 2017 | Mason Mount     |
| 2018 | Reece James     |
| 2019 | Conor Gallagher |
| 2020 | Billy Gilmour   |
| 2021 | Tino Livramento |
| 2022 | Harvey Vale     |

### Young Player of the Year
| Jahr | Sieger             |
| ---- | ------------------ |
| 1983 | Keith Dublin       |
| 1984 | Robert Isaac       |
| 1985 | Gareth Hall        |
| 1986 | Mick Bodley        |
| 1987 | Jason Cundy        |
| 1988 | Eddie Cunnington   |
| 1989 | Keine Auszeichnung |
| 1990 | Keine Auszeichnung |
| 1991 | Andy Myers         |
| 1992 | Zeke Rowe          |
| 1993 | Neil Shipperley    |
| 1994 | Mark Nicholls      |
| 1995 | Chris McCann       |
| 1996 | Jody Morris        |
| 1997 | Nick Crittenden    |
| 1998 | John Terry         |
| 1999 | Samuele Dalla Bona |
| 2000 | Rhys Evans         |
| 2001 | Leon Knight        |

| Jahr | Sieger              |
| ---- | ------------------- |
| 2002 | Carlton Cole        |
| 2003 | Robert Huth         |
| 2004 | Robert Huth         |
| 2005 | Robert Huth         |
| 2006 | Lassana Diarra      |
| 2007 | John Obi Mikel      |
| 2008 | Das U18-Team        |
| 2009 | Michael Mancienne   |
| 2010 | Das U18-Team        |
| 2011 | Josh McEachran      |
| 2012 | Lucas Piazón        |
| 2013 | Nathan Aké          |
| 2014 | Lewis Baker         |
| 2015 | Kurt Zouma          |
| 2016 | Ruben Loftus-Cheek  |
| 2017 | Mason Mount         |
| 2018 | Andreas Christensen |
| 2019 | Callum Hudson-Odoi  |

## Akademie-Absolventen seit 1992
| Spieler             | Nationalmannschaft | Debüt                                                  | Trainer             |
| ------------------- | ------------------ | ------------------------------------------------------ | ------------------- |
| Neil Shipperley     | England U21        | FC Southampton, 10. April 1993 (18 Jahre)              | David Webb          |
| Michael Duberry     | England U21        | Coventry City, 4. Mai 1994 (18 Jahre)                  | Glenn Hoodle        |
| Jody Morris         | England U21        | FC Middlesbrough, 4. Februar 1996 (17 Jahre)           | Glenn Hoodle        |
| Mark Nicholls       |                    | Leicester City, 12. Oktober 1996 (19 Jahre)            | Ruud Gullit         |
| Neil Clement        | England U18        | West Ham United, 21. Dezember 1996 (19 Jahre)          | Ruud Gullit         |
| Paul Hughes         |                    | Derby County, 18. Januar 1997 (21 Jahre)               | Ruud Gullit         |
| Nick Colgan         | Irland             | West Ham United, 12. März 1997 (24 Jahre)              | Ruud Gullit         |
| Joe Sheerin         |                    | AFC Wimbledon, 22. April 1997 (18 Jahre)               | Ruud Gullit         |
| Steven Hampshire    |                    | Blackburn Rovers, 15. Oktober 1997 (16 Jahre)          | Ruud Gullit         |
| Nick Crittenden     |                    | FC Southampton, 19. November 1997 (19 Jahre)           | Ruud Gullit         |
| Jon Harley          | England U21        | Derby County, 5. April 1998 (19 Jahre)                 | Gianluca Vialli     |
| John Terry          | England            | Aston Villa, 28. Oktober 1998 (17 Jahre)               | Gianluca Vialli     |
| Mikael Forssell     | Finnland           | FC Arsenal, 31. Januar 1999 (17 Jahre)                 | Gianluca Vialli     |
| Rob Wolleaston      |                    | Huddersfield Town, 13. Oktober 1999 (19 Jahre)         | Gianluca Vialli     |
| Samuele Dalla Bona  |                    | Feyenoord Rotterdam, 24. November 1999 (18 Jahre)      | Gianluca Vialli     |
| Leon Knight         | England U20        | Lewski Sofia, 27. September 2001 (19 Jahre)            | Claudio Ranieri     |
| Joel Kitamirike     |                    | Hapoel Tel Aviv, 18. Oktober 2001 (18 Jahre)           | Claudio Ranieri     |
| Joe Keenan          |                    | Aston Villa, 9. Februar 2002 (19 Jahre)                | Claudio Ranieri     |
| Carlton Cole        | England            | FC Everton, 6. April 2002 (18 Jahre)                   | Claudio Ranieri     |
| Robert Huth         | Deutschland        | Aston Villa, 11. Mai 2002 (17 Jahre)                   | Claudio Ranieri     |
| Filipe Oliveira     | Portugal U21       | Viking Stavanger, 19. September 2002 (18 Jahre)        | Claudio Ranieri     |
| Alexis Nicolas      | Zypern U21         | Scarborough, 24. Januar 2004 (20 Jahre)                | Claudio Ranieri     |
| Steven Watt         | Schottland U21     | Scunthorpe United, 8. Januar 2005 (19 Jahre)           | José Mourinho       |
| Lenny Pidgley       | England U20        | Charlton Athletic, 7. Mai 2005 (21 Jahre)              | José Mourinho       |
| Anthony Grant       | Jamaika            | Manchester United, 10. Mai 2005 (17 Jahre)             | José Mourinho       |
| Jimmy Smith         | England U19        | Newcastle United, 7. Mai 2006 (19 Jahre)               | José Mourinho       |
| Ben Sahar           | Israel             | Macclesfield Town, 6. Januar 2007 (18 Jahre)           | José Mourinho       |
| Michael Woods       | England U19        | Macclesfield Town, 6. Januar 2007 (16 Jahre)           | José Mourinho       |
| Scott Sinclair      | England U21        | Wycombe Wanderers, 10. Januar 2007 (17 Jahre)          | José Mourinho       |
| Sam Hutchinson      | England U19        | FC Everton, 23. Mai 2007 (17 Jahre)                    | Avram Grant         |
| Miroslav Stoch      | Slowenien          | FC Arsenal, 30. November 2008 (19 Jahre)               | Luiz Felipe Scolari |
| Michael Mancienne   | England U21        | FC Watford, 14. Februar 2009 (21 Jahre)                | Guus Hiddink        |
| Fabio Borini        | Italien            | Tottenham Hotspur, 20. September 2009 (18 Jahre)       | Carlo Ancelotti     |
| Jeffrey Bruma       | Niederlande        | Blackburn Rovers, 24. Oktober 2009 (17 Jahre)          | Carlo Ancelotti     |
| Gaël Kakuta         | DR Kongo           | Wolverhampton Wanderers, 21. November 2009 (18 Jahre)  | Carlo Ancelotti     |
| Patrick van Aanholt | Niederlande        | FC Portsmouth, 24. März 2010 (19 Jahre)                | Carlo Ancelotti     |
| Josh McEachran      | England U21        | MŠK Žilina, 15. September 2010 (17 Jahre)              | Carlo Ancelotti     |
| Jacob Mellis        | England U19        | MŠK Žilina, 23. November 2010 (19 Jahre)               | Carlo Ancelotti     |
| Ryan Bertrand       | England            | Birmingham City, 20. April 2011 (21 Jahre)             | Carlo Ancelotti     |
| Lucas Piazon        | Brasilien U23      | Wolverhampton Wanderers, 25. September 2012 (18 Jahre) | Roberto Di Matteo   |
| Nathan Aké          | Niederlande        | Norwich City, 26. Dezember 2012 (17 Jahre)             | Rafael Benitez      |
| Tomáš Kalas         | Tschechien         | FC Arsenal, 29. Oktober 2013 (20 Jahre)                | José Mourinho       |
| Lewis Baker         | England U21        | Derby County, 5. Januar 2014 (18 Jahre)                | José Mourinho       |
| John Swift          | England U21        | Cardiff City, 11. Mai 2014 (18 Jahre)                  | José Mourinho       |
| Dominic Solanke     | England            | NK Maribor, 21. Oktober 2014 (17 Jahre)                | José Mourinho       |
| Andreas Christensen | Dänemark           | Shrewsbury Town, 28. Oktober 2014 (18 Jahre)           | José Mourinho       |
| Ruben Loftus-Cheek  | England            | Sporting Lissabon, 10. Dezember 2014 (18 Jahre)        | José Mourinho       |
| Isaiah Brown        | England U20        | West Bromwich Albion, 18. Mai 2015 (18 Jahre)          | José Mourinho       |
| Bertrand Traoré     | Burkina Faso       | Maccabi Tel Aviv, 16. September 2015 (20 Jahre)        | José Mourinho       |
| Jake Clarke-Salter  | England U21        | Aston Villa, 2. April 2016 (18 Jahre)                  | Guus Hiddink        |
| Tammy Abraham       | England            | FC Liverpool, 11. Mai 2016 (18 Jahre)                  | Guus Hiddink        |
| Fikayo Tomori       | England            | Leicester City, 15. Mai 2016 (18 Jahre)                | Guus Hiddink        |
| Ola Aina            | Nigeria            | Bristol Rovers, 23. August 2016 (19 Jahre)             | Antonio Conte       |
| Nathaniel Chalobah  | England            | Leicester City, 20. September 2016 (21 Jahre)          | Antonio Conte       |
| Charly Musonda      | Belgien U21        | FC Arsenal, 6. August 2017 (20 Jahre)                  | Antonio Conte       |
| Jérémie Boga        | Elfenbeinküste     | FC Burnley, 12. August 2017 (20 Jahre)                 | Antonio Conte       |
| Dujon Sterling      | England U20        | Nottingham Forest, 20. September 2017 (17 Jahre)       | Antonio Conte       |
| Callum Hudson-Odoi  | England            | Newcastle United, 28. Januar 2018 (17 Jahre)           | Antonio Conte       |
| Kyle Scott          | USA U20            | Hull City, 16. Februar 2018 (20 Jahre)                 | Antonio Conte       |
| Mason Mount         | England            | Manchester United, 11. August 2019 (20 Jahre)          | Frank Lampard       |
| Billy Gilmour       | Schottland         | Sheffield United, 31. August 2019 (18 Jahre)           | Frank Lampard       |
| Reece James         | England            | Grimsby Town, 25. September 2019 (19 Jahre)            | Frank Lampard       |
| Marc Guehi          | England U21        | Grimsby Town, 25. September 2019 (19 Jahre)            | Frank Lampard       |
| Ian Maatsen         | Niederlande U18    | Grimsby Town, 25. September 2019 (17 Jahre)            | Frank Lampard       |
| Tino Anjorin        | England U20        | Grimsby Town, 25. September 2019 (17 Jahre)            | Frank Lampard       |
| Tariq Lamptey       | England U21        | FC Arsenal, 29. Dezember 2019 (19 Jahre)               | Frank Lampard       |
| Armando Broja       | Albanien           | FC Everton, 8. März 2020 (18 Jahre)                    | Frank Lampard       |
| Trevoh Chalobah     | England U21        | FC Villarreal, 11. August 2021 (22 Jahre)              | Thomas Tuchel       |
| Xavier Simons       | England U17        | FC Brentford, 22. Dezember 2021 (18 Jahre)             | Thomas Tuchel       |
| Jude Soonsup-Bell   | England U19        | FC Brentford, 22. Dezember 2021 (17 Jahre)             | Thomas Tuchel       |
| Harvey Vale         | England U19        | FC Brentford, 22. Dezember 2021 (18 Jahre)             | Thomas Tuchel       |
| Lewis Hall          | England U18        | FC Chesterfield, 8. Januar 2022 (17 Jahre)             | Thomas Tuchel       |

## Erfolge

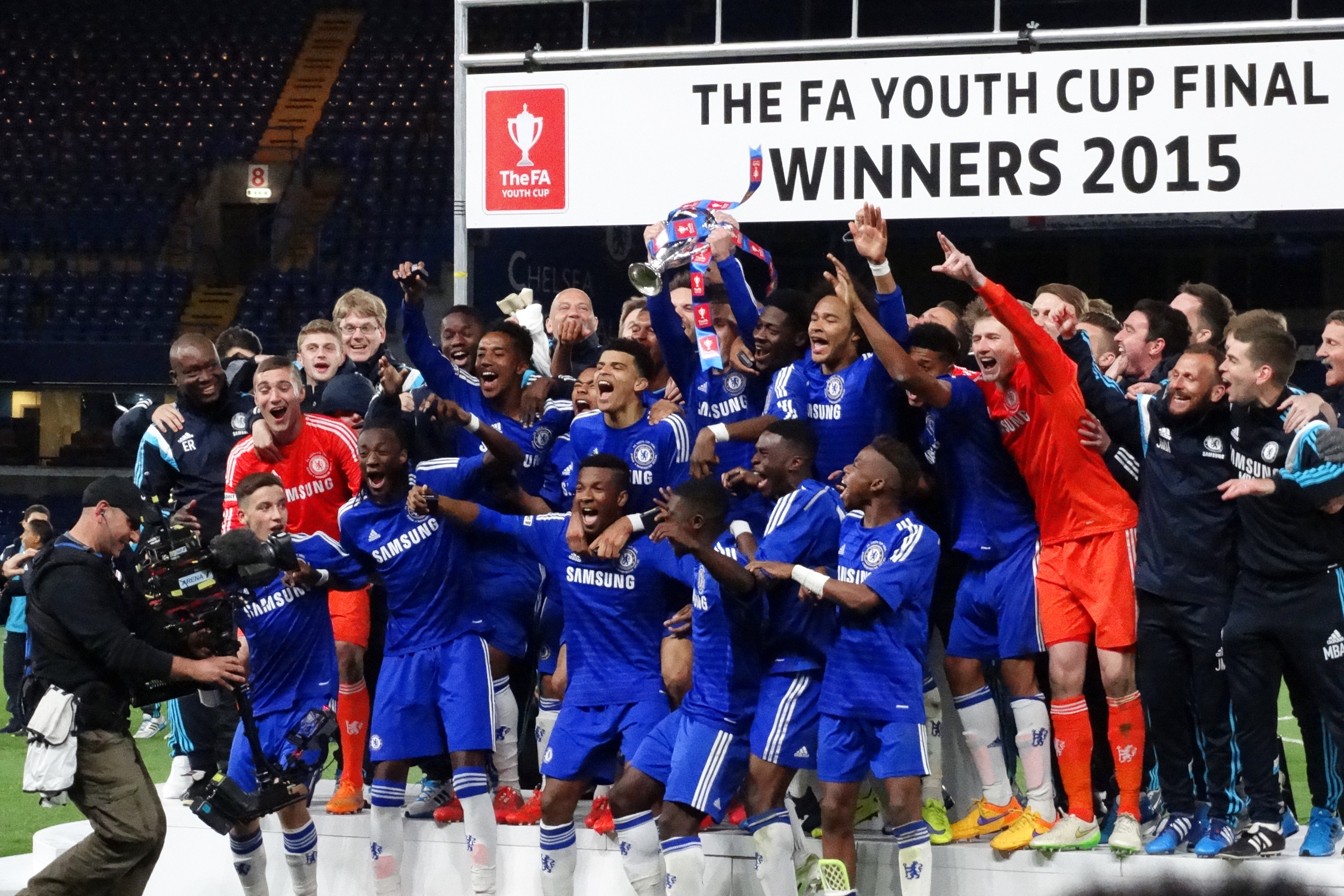
Chelsea-Spieler feiern den Erfolg im FA Youth Cup 2015

### U23
- Premier League 2 (2): 2014, 2020
- The Football Combination (11): 1949, 1955, 1958, 1960, 1961, 1965, 1975, 1977, 1985, 1991, 1994
- Premier Reserve League – National Champions (1): 2011
- Premier Reserve League – Southern Champions (1): 2011
- London Challenge Cup (5): 1920, 1927, 1950, 1960, 1961
- Metropolitan League (3): 1955, 1957, 1958

### U18
- UEFA Youth League (2): 2015, 2016
- U18 Premier League – National Champions (2): 2017, 2018
- U18 Premier League – Southern Champions (4): 2015, 2016, 2017, 2018
- FA Youth Cup (9): 1960, 1961, 2011, 2012, 2014, 2015, 2016, 2017, 2018
- U18 Premier League Cup (2): 2018, 2022